# Kanton Montfort-en-Chalosse
Montfort-en-Chalosse is een voormalig kanton van het Franse departement Landes. Het kanton maakte deel uit van het arrondissement Dax. Ingevolge het decreet van 18.2.2014 is het op 22.3.2015 geheel opgenomen in het nieuwe kanton Coteau de Chalosse.

## Gemeenten
Het kanton Montfort-en-Chalosse omvatte de volgende gemeenten:
- Cassen
- Clermont
- Gamarde-les-Bains
- Garrey
- Gibret
- Goos
- Gousse
- Hinx
- Louer
- Lourquen
- Montfort-en-Chalosse (hoofdplaats)
- Nousse
- Onard
- Ozourt
- Poyanne
- Poyartin
- Préchacq-les-Bains
- Saint-Geours-d'Auribat
- Saint-Jean-de-Lier
- Sort-en-Chalosse
- Vicq-d'Auribat